# Araneus braueri
Araneus braueri är en spindelart som först beskrevs av Embrik Strand 1906.  Araneus braueri ingår i släktet Araneus och familjen hjulspindlar.
Artens utbredningsområde är Etiopien. Inga underarter finns listade i Catalogue of Life.